# Yang Jiayu
Yang Jiayu (杨家玉S, Yáng JiāyùP; Wuhai, 18 febbraio 1996) è una marciatrice cinese, campionessa mondiale della marcia 20 km a Londra 2017.

## Biografia
Nel maggio 2014 partecipa alla Coppa del mondo di marcia 2014, piazzandosi seconda nella 10 km juniores in 43'37", dietro a Dandan Duan.
Il 13 agosto 2017 si laurea campionessa nella marcia 20 km ai mondiali di Londra 2017 con un miglior personale di 1h26'18", precedendo la messicana María Guadalupe González (1h26'19", personale stagionale) e l'italiana Antonella Palmisano (1h26'36", record personale). Non mancano tuttavia le polemiche in merito allo stile di marcia del gruppo di testa: la ventunenne cinese prende il comando della corsa nella seconda parte di gara, assieme alla González e alla connazionale Lü Xiuzhi (fermata per squalifica all'ultimo tratto mentre era terza), esibendo una marcia povera dal punto di vista tecnico e ricevendo un'ammonizione.
Ai Giochi olimpici estivi di Parigi 2024 ha vinto l'oro nella marcia 20 km.

## Progressione

### Marcia 10 km
| Stagione | Tempo  | Luogo     | Data      | Rank. Mond. |
| -------- | ------ | --------- | --------- | ----------- |
| 2017     | 43'28" | Huangshan | 4-3-2017  |             |
| 2016     | 44'07" | Roma      | 7-5-2016  |             |
| 2015     | 43'19" | Baishan   | 5-9-2015  |             |
| 2014     | 43'37" | Taicang   | 4-5-2014  |             |
| 2013     | 48'14" | Baishan   | 19-9-2013 |             |
| 2012     | 46'49" | Ordos     | 14-9-2012 |             |

### Marcia 20 km
| Stagione | Tempo    | Luogo     | Data      | Rank. Mond. |
| -------- | -------- | --------- | --------- | ----------- |
| 2017     | 1h26'18" | Londra    | 13-8-2017 |             |
| 2016     | 1h28'12" | Huangshan | 6-3-2016  |             |
| 2015     | 1h36'50" | Gwangju   | 10-7-2015 |             |

## Palmarès
| Anno | Manifestazione  | Sede     | Evento          | Risultato | Prestazione | Note                                     |
| ---- | --------------- | -------- | --------------- | --------- | ----------- | ---------------------------------------- |
| 2015 | Universiadi     | Gwangju  | Marcia 20 km    | 5ª        | 1h36'50"    | Miglior prestazione personale            |
| 2017 | Mondiali        | Londra   | Marcia 20 km    | Oro       | 1h26'18"    | Miglior prestazione personale            |
| 2018 | Giochi asiatici | Giacarta | Marcia 20 km    | Oro       | 1h29'15"    | Record dei Giochi                        |
| 2019 | Mondiali        | Doha     | Marcia 20 km    | dq        | dq          |                                          |
| 2021 | Giochi olimpici | Tokyo    | Marcia 20 km    | 12ª       | 1h31'54"    |                                          |
| 2023 | Mondiali        | Budapest | Marcia 20 km    | 12ª       | 1h29'40"    |                                          |
| 2023 | Giochi asiatici | Hangzhou | Marcia 20 km    | Oro       | 1h30'03"    |                                          |
| 2024 | Giochi olimpici | Parigi   | Marcia 20 km    | Oro       | 1h25'54"    | Miglior prestazione personale stagionale |
| 2024 | Giochi olimpici | Parigi   | Staffetta mista | 15ª       | 3h03'43"    |                                          |

## Altre competizioni internazionali
2014
- Argento in Coppa del mondo di marcia ( Taicang), marcia 10 km juniores - 43'37"